# Manuel Brehmer
Manuel Brehmer (ur. 1 czerwca 1978 w Berlinie Zachodnim ) – niemiecki wioślarz, reprezentant Niemiec w wioślarskiej dwójce podwójnej wagi lekkiej podczas Letnich Igrzysk Olimpijskich w Pekinie.

## Osiągnięcia
- Mistrzostwa Świata – St. Catharines 1999 – czwórka podwójna wagi lekkiej – 2. miejsce[1].
- Igrzyska Olimpijskie – Ateny 2004 – dwójka podwójna wagi lekkiej – 13. miejsce[1].
- Mistrzostwa Świata – Gifu 2005 – dwójka podwójna wagi lekkiej – 6. miejsce[1].
- Mistrzostwa Świata – Eton 2006 – dwójka podwójna wagi lekkiej – 6. miejsce[1].
- Mistrzostwa Świata – Monachium 2007 – dwójka podwójna wagi lekkiej – 8. miejsce[1].
- Igrzyska Olimpijskie – Pekin 2008 – dwójka podwójna wagi lekkiej – 9. miejsce[1].